# 620 Драконія
620 Драконія (620 Drakonia) — астероїд головного поясу, відкритий 26 жовтня 1906 року Джоелем Хастінґсом Меткалфом у Тонтоні, Массачусетс.